# Château de Pontevès
Le château de Pontevès est un château en ruines situé à Pontevès, dans le Var.

## Historique
Le site est mentionné pour la première fois dans un document de 1021 en tant que propriété du monastère de Sainte-Victoire à Marseille.
Plus tard, les seigneurs de Pontevès ont agrandi et amélioré le bâtiment. En 1233, il y a la mention d'une porte permettant l'accès dans la cour, et la forme en « U » est caractéristique du XIIIe siècle.
Le château est aujourd'hui en ruines.

## Photographies

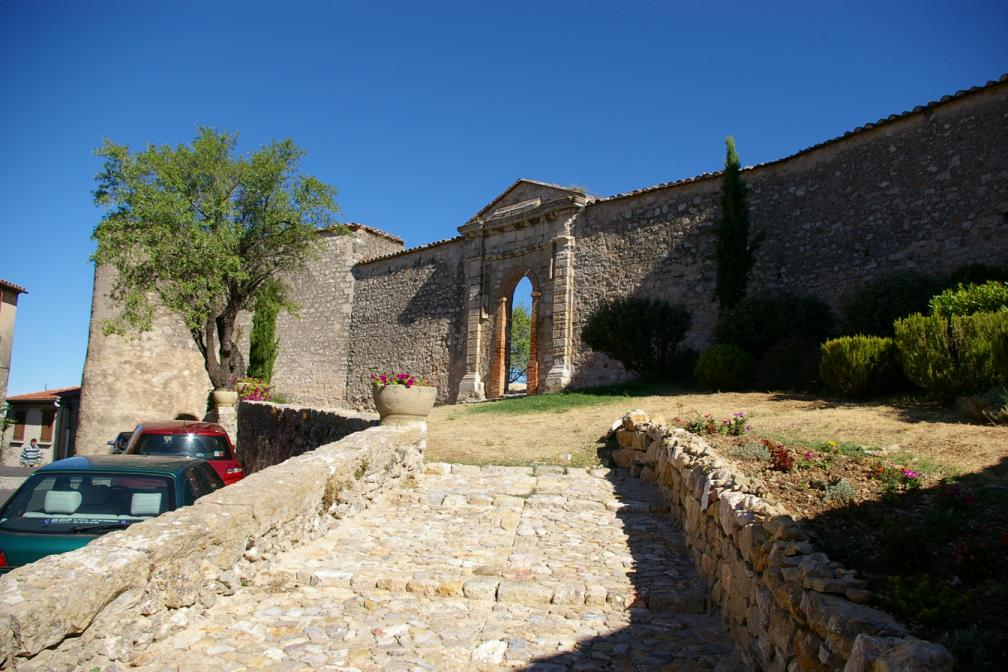
Porte du château.
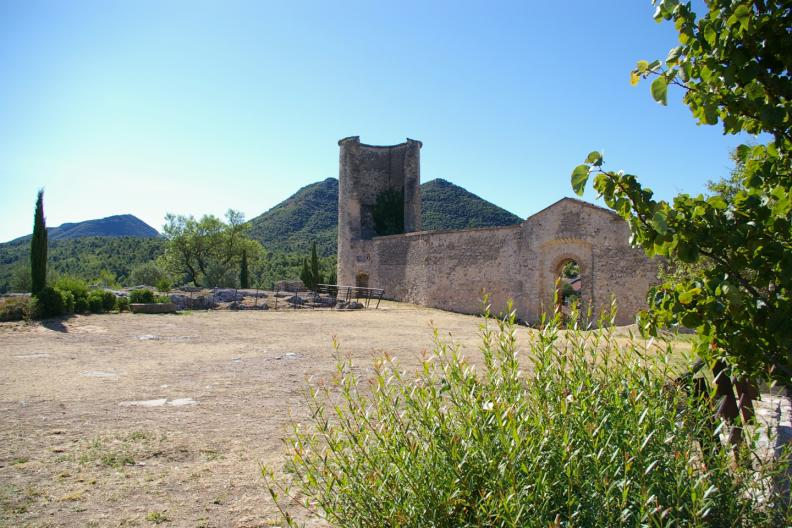
Cour intérieure.